# Месје 95
Месје 95 (М95) је спирална галаксија у сазвежђу Лав која се налази у Месјеовом каталогу објеката дубоког неба.
Деклинација објекта је + 11° 42' 12" а ректасцензија 10h 43m 57,8s. Привидна величина (магнитуда) објекта М95 износи 9,8 а фотографска магнитуда 10,6. Налази се на удаљености од 9,827 милиона парсека од Сунца. М95 је још познат и под ознакама NGC 3351, UGC 5850, MCG 2-28-1, CGCG 66-4, IRAS 10413+1158, PGC 32007.